# Semih Kılıçsoy
Semih Kılıçsoy, född 15 augusti 2005 i Istanbul, är en turkisk fotbollsspelare som spelar för Beşiktaş och Turkiets landslag.

## Karriär
Kılıçsoy inledde sin seniorkarriär i Beşiktaş 2023. Har har sedan 2019 representerat Turkiets landslag på olika juniornivåer. 2024 debuterade för det turkiska A-landslaget. Han medverkade i EM i fotboll 2024.